# 芦屋市立美術博物館
芦屋市立美術博物館（あしやしりつびじゅつはくぶつかん）は、兵庫県芦屋市にある美術館と歴史博物館の設備を併せ持つ複合施設。

## 概要
1991年（平成3年）に開館。芦屋市南部の伊勢町に位置し、隣接して芦屋市立図書館と芦屋市立谷崎潤一郎記念館が立地する。館内は小出楢重や菅井汲、吉原治良と具体美術協会、中山岩太ら芦屋カメラクラブの写真家など、芦屋ゆかりの芸術家たちの作品を多く展示、収蔵している。
館外の前庭には巨石のオブジェが飾られており、一隅に小出楢重のアトリエが復元され常設公開されている。
ミュージアムカフェは小出楢重アトリエに直結しており、美術館入館者以外でも利用できる。
日本博物館協会会員館、兵庫県博物館協会加盟館。博物館法に基づく兵庫県教育委員会登録博物館である。またひょうごっ子ココロンカード、のびのびパスポートの対象施設になっている。芦屋市のご当地マンホールカード配布担当施設である。

## 主な施設
- 本館：延床面積 3,402m2
- 講義室
- 体験学習室
- ミュージアムショップ
- 小出楢重アトリエ（1927年（昭和2年）築、1991年（平成3年）復元）
- ミュージアムカフェ

## 交通アクセス
- 阪神・芦屋駅から徒歩15分
- JR西日本・芦屋駅から阪急バスで5分、徒歩すぐ

## 周辺情報
- 芦屋市谷崎潤一郎記念館（隣接）
- 芦屋市立図書館（隣接）
- 富田砕花旧居
- 虚子記念文学館
- 滴翠美術館
- 俵美術館
- ヨドコウ迎賓館
- エンバ中国近代美術館

## 美術博物館の存続
芦屋市立美術博物館をめぐっては、東京都現代美術館問題とならぶ「公立美術館の冬の時代」を象徴する事件がおこっている。
阪神・淡路大震災以降の芦屋市の財政難により、2003年（平成15年）11月に福祉事業や職員の削減などからなる行政改革計画が発表されたが、この美術館についても「民間委託先を探し見つからなければ休館」との厳しい方針が示された。展覧会も現代美術中心で集客力が弱く赤字が続いていたためだが、この美術館が所蔵・研究する具体美術協会はじめ芦屋市に関係する美術作家たちの作品や資料は、日本の近代・現代美術研究の上でも貴重であり、国内外や芦屋市民からその散逸を惜しみ存続を願う声があがった。
市内在住の映画監督・大森一樹をはじめとする芦屋市民や美術ファンによるグループが組織され芦屋市との交渉がつづけられたが、市の財政難は深刻であり、教育委員会などの美術館運営・保有に関する意識は貧弱であった。また市民グループ側も存続のための十分な対案を示せたとはいえない状態であった。
芦屋市は2005年（平成17年）度をもってこれまで運営を行なってきた市の外郭団体（芦屋市文化振興財団）を解散し、2006年（平成18年）度からは民間業者やNPOなどが市の委任を受けて管理運営を代行する「指定管理者制度」の導入を検討した。これに対し、市民グループは指定管理者となるためのNPO（芦屋ミュージアム・マネジメント）を発足させたが、結果的に指定管理者としては指定されず、市直営のもとNPOが運営業務を一部受託するという変則的な形で2006年（平成18年）度の美術館運営が行われることとなった。
2011年度からは指定管理者制度を導入し、2014年度からは小学館集英社プロダクション共同体が指定管理者となっている。